# Creoleon pauperatus
Creoleon pauperatus is een insect uit de familie van de mierenleeuwen (Myrmeleontidae), die tot de orde netvleugeligen (Neuroptera) behoort. 
Creoleon pauperatus is voor het eerst wetenschappelijk beschreven door Navás in 1914.